# Vertrag von Windsor (1386)

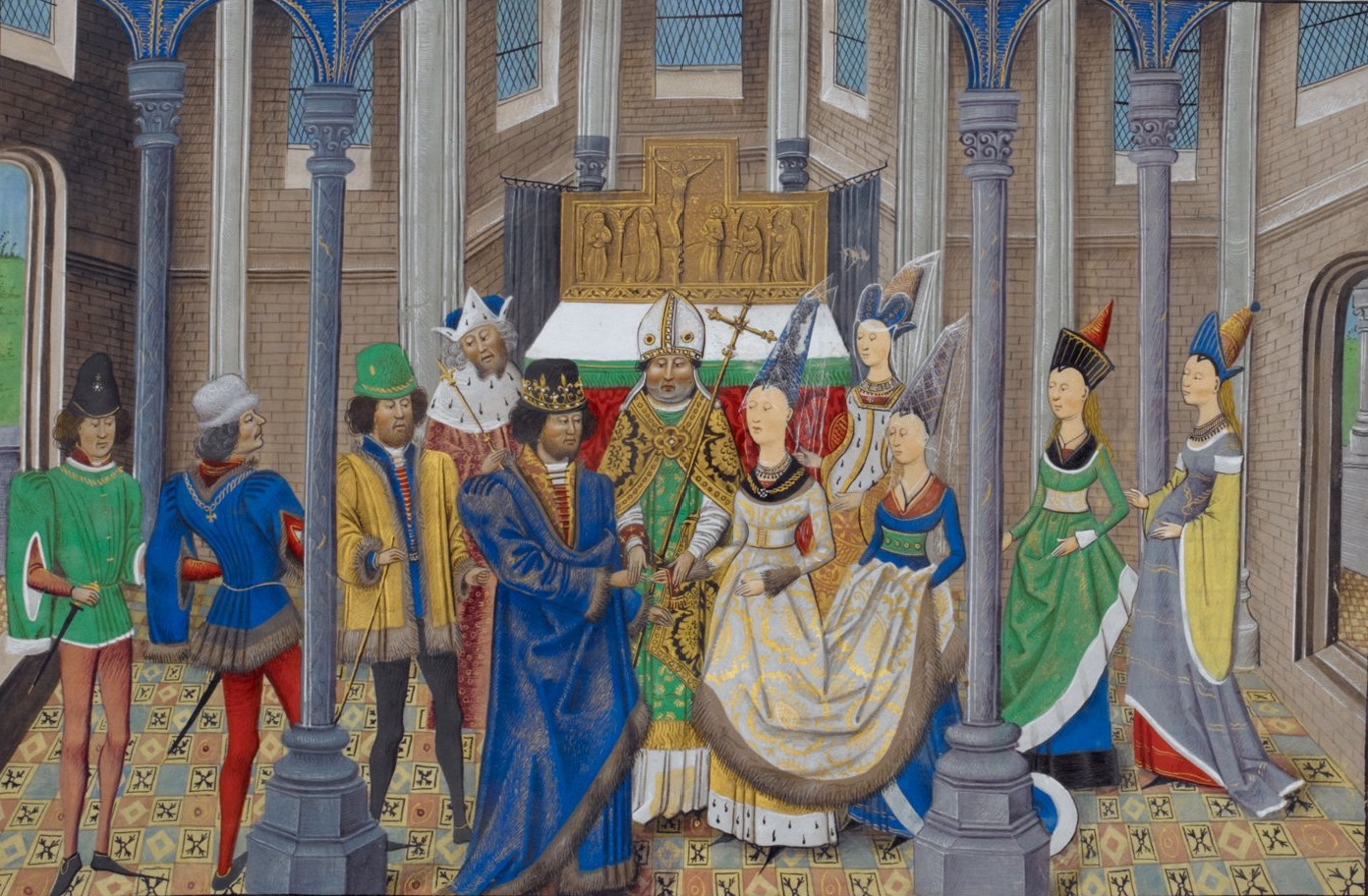
João I. heiratet Philippa of Lancaster

Der Vertrag von Windsor wurde am 9. Mai 1386 zwischen Portugal und England geschlossen. Er erneuerte unter der seit 1383 herrschenden neuen Dynastie Avis die 1373 geschlossene Allianz zwischen England und Portugal, die auch später nie aufgekündigt wurde und damit das älteste noch gültige diplomatische Bündnis in Europa darstellt.
Beide Staaten versicherten sich ihrer unverbrüchlichen Treue auf Dauer. Diese „ewige, unzerstörbare“ Freundschaft war wertvoll für die Unabhängigkeit Portugals. König Johann I. von Portugal bekräftigte diesen Willen durch die Heirat mit Philippa of Lancaster, der Schwester des späteren Königs Heinrich IV., am 2. Februar 1387.
Der Keim für die Allianz wurde im Jahr 1275 gelegt, als sich beide Staaten verbündeten. Sie besiegten am 14. August 1385 gemeinsam das von Johann I. regierte Königreich Kastilien in der Schlacht von Aljubarrota.